# Paul Bryar
Paul Bryar, nato Gabriel Barrere (New York, 21 febbraio 1910 – Van Nuys, 30 agosto 1985), è stato un attore statunitense.
Ha recitato in oltre 210 film dal 1937 al 1983 ed è apparso in oltre 140 produzioni televisive dal 1949 al 1981. È stato accreditato anche con il nome Paul Byar.

## Biografia
Paul Bryar nacque a Manhattan, distretto di New York, il 21 febbraio 1910.
Per la televisione, interpretò, tra gli altri, il ruolo dello sceriffo Harve Anders in 12 episodi della serie televisiva The Long, Hot Summer dal 1965 al 1966 e moltissimi altri ruoli secondari o partecipazioni come guest star in decine e decine di episodi di serie televisive dagli anni 50 agli inizi degli anni 80. Partecipò anche a due episodi della serie classica di Ai confini della realtà: Quando il cielo fu aperto, trasmesso l'11 dicembre 1959 (in cui interpreta un barista) e Lui è vivo, trasmesso il 24 gennaio 1963 (in cui interpreta un poliziotto).
Per il cinema ha interpretato personaggi minori in centinaia di produzioni a partire dagli anni 30. Nel 1942 partecipò anche al serial cinematografico Spy Smasher della Republic.
La sua ultima apparizione sul piccolo schermo avvenne nell'episodio 'Tis the Season della serie televisiva Trapper John, andato in onda il 20 dicembre 1981, che lo vede nel ruolo di Hargrove, mentre per il grande schermo l'ultima interpretazione risale al film Dragster: vivere a 300 all'ora del 1983 in cui interpreta Matt, un giocatore di carte.
Morì a Van Nuys, in California, il 30 agosto 1985.

## Filmografia

### Cinema
- Il prode faraone (Professor Beware), regia di Elliott Nugent (1938) (non accreditato)
- Tenth Avenue Kid, regia di Bernard Vorhaus (1938)
- Artists and Models Abroad, regia di Mitchell Leisen (1938) (non accreditato)
- La signora di mezzanotte (Midnight), regia di Mitchell Leisen (1939) (non accreditato)
- Waterfront, regia di Terry O. Morse (1939) (non accreditato)
- Inferno dei tropici (Rio), regia di John Brahm (1939) (non accreditato)
- I ruggenti anni venti (The Roaring Twenties), regia di Raoul Walsh (1939) (non accreditato)
- Acciuffate quella donna (Hold That Woman!), regia di Sam Newfield (1940)
- Marked Men, regia di Sam Newfield (1940)
- Arrivederci in Francia (Arise, My Love), regia di Mitchell Leisen (1940) (non accreditato)
- You're Out of Luck, regia di Howard Bretherton (1941)
- Incontro a New York (The Man Who Lost Himself), regia di Edward Ludwig (1941) (non accreditato)
- The Gang's All Here, regia di Jean Yarbrough (1941) (non accreditato)
- I pirati del cielo (Desperate Cargo), regia di William Beaudine (1941)
- Odio di sangue (Badlands of Dakota), regia di Alfred E. Green (1941) (non accreditato)
- Quarta ripresa (The Miracle Kid), regia di William Beaudine (1941)
- Paris Calling, regia di Edwin L. Marin (1941)
- Sealed Lips, regia di George Waggner (1942) (non accreditato)
- Don Winslow of the Navy, regia di Ford Beebe e Ray Taylor (1942)
- Man from Headquarters, regia di Jean Yarbrough (1942)
- Il tesoro dell'isola (Duke of the Navy), regia di William Beaudine (1942)
- The Strange Case of Doctor Rx, regia di William Nigh (1942) (non accreditato)
- Junior G-Men of the Air, regia di Lewis D. Collins e Ray Taylor (1942) (non accreditato)
- Spy Smasher, regia di William Witney (1942)
- Mississippi Gambler, regia di John Rawlins (1942) (non accreditato)
- Mystery of Marie Roget, regia di Phil Rosen (1942) (non accreditato)
- Eagle Squadron, regia di Arthur Lubin (1942) (non accreditato)
- Joe l'inafferrabile (Invisible Agent), regia di Edwin L. Marin (1942) (non accreditato)
- La sirena della giungla (Jungle Siren), regia di Sam Newfield (1942)
- Sin Town, regia di Ray Enright (1942) (non accreditato)
- Eyes of the Underworld, regia di Roy William Neill (1942) (non accreditato)
- Foreign Agent, regia di William Beaudine (1942)
- Destination Unknown, regia di Ray Taylor (1942) (non accreditato)
- Criminal Investigator, regia di Jean Yarbrough (1942) (non accreditato)
- La signora di Broadway (Queen of Broadway), regia di Sam Newfield (1942)
- La dama di Chung-King (Lady from Chungking), regia di William Nigh (1942)
- Sherlock Holmes e l'arma segreta (Sherlock Holmes and the Secret Weapon), regia di Roy William Neill (1942) (non accreditato)
- The Adventures of Smilin' Jack, regia di Lewis D. Collins e Ray Taylor (1943) (non accreditato)
- Silent Witness, regia di Jean Yarbrough (1943)
- Domani sarò tua (The Crystal Ball), regia di Elliott Nugent (1943) (non accreditato)
- Don Winslow of the Coast Guard, regia di Lewis D. Collins e Ray Taylor (1943) (non accreditato)
- Sarong Girl, regia di Arthur Dreifuss (1943)
- L'incubo del passato (Crime Doctor), regia di Michael Gordon (1943) (non accreditato)
- Corvetta K-225 (Corvette K-225), regia di Richard Rosson (1943) (non accreditato)
- Il carnevale della vita (Flesh and Fantasy), regia di Julien Duvivier (1943) (non accreditato)
- Il canto del deserto (The Desert Song), regia di Robert Florey (1943) (non accreditato)
- Lost City of the Jungle, regia di Lewis D. Collins e Ray Taylor (1946) (non accreditato)
- Larceny in Her Heart, regia di Sam Newfield (1946)
- Blonde for a Day, regia di Sam Newfield (1946)
- Charlie Chan a Chinatown (Shadows Over Chinatown), regia di Terry O. Morse (1946)
- Notorious - L'amante perduta (Notorious), regia di Alfred Hitchcock (1946) (non accreditato)
- Gas House Kids, regia di Sam Newfield (1946)
- Il filo del rasoio (The Razor's Edge), regia di Edmund Goulding (1946) (non accreditato)
- Lady Chaser, regia di Sam Newfield (1946)
- Una celebre canaglia (Swell Guy), regia di Frank Tuttle (1946) (non accreditato)
- Il ritorno di Montecristo (The Return of Monte Cristo), regia di Henry Levin (1946) (non accreditato)
- Per tutta la vita (Blind Spot), regia di Robert Gordon (1947) (non accreditato)
- La morte è discesa a Hiroshima (The Beginning or the End), regia di Norman Taurog (1947) (non accreditato)
- Three on a Ticket, regia di Sam Newfield (1947)
- The Millerson Case, regia di George Archainbaud (1947) (non accreditato)
- Il segreto di Mary Harrison (The Corpse Came C.O.D.), regia di Henry Levin (1947) (non accreditato)
- Forza bruta (Brute Force), regia di Jules Dassin (1947) (non accreditato)
- Robin Hood of Texas, regia di Lesley Selander (1947)
- Fiesta e sangue (Ride the Pink Horse), regia di Robert Montgomery (1947) (non accreditato)
- The Chinese Ring, regia di William Beaudine (1947) (non accreditato)
- Pugno di ferro (Killer McCoy), regia di Roy Rowland (1947) (non accreditato)
- Joe Palooka in Fighting Mad, regia di Reginald Le Borg (1948)
- Campus Sleuth, regia di Will Jason (1948)
- La donna del traditore (To the Victor), regia di Delmer Daves (1948) (non accreditato)
- Smart Woman, regia di Edward A. Blatt (1948) (non accreditato)
- L'impronta dell'assassino (I Wouldn't Be in Your Shoes), regia di William Nigh (1948)
- Daniele tra i pellirosse (The Dude Goes West), regia di Kurt Neumann (1948) (non accreditato)
- L'ultima sfida (The Babe Ruth Story), regia di Roy Del Ruth (1948) (scene tagliate)
- La grande minaccia (Walk a Crooked Mile), regia di Gordon Douglas (1948) (non accreditato)
- La legione dei condannati (Rogues' Regiment), regia di Robert Florey (1948) (non accreditato)
- Bungalow 13, regia di Edward L. Cahn (1948) (non accreditato)
- Parole, Inc., regia di Alfred Zeisler (1948)
- The Judge Steps Out, regia di Boris Ingster (1948)
- Alaska Patrol, regia di Jack Bernhard (1949)
- Dynamite, regia di William H. Pine (1949) (non accreditato)
- Fiori nel fango (Shockproof), regia di Douglas Sirk (1949) (non accreditato)
- L'amante del gangster (Flaxy Martin), regia di Richard L. Bare (1949) (non accreditato)
- Gioventù spavalda (Bad Boy), regia di Kurt Neumann (1949) (non accreditato)
- Mississippi Rhythm, regia di Derwin Abrahams (1949)
- Seguimi in silenzio (Follow Me Quietly), regia di Richard Fleischer (1949) (non accreditato)
- Madame Bovary, regia di Vincente Minnelli (1949) (non accreditato)
- Ultimatum a Chicago (Chicago Deadline), regia di Lewis Allen (1949) (non accreditato)
- Prison Warden, regia di Seymour Friedman (1949) (non accreditato)
- Mary Ryan, Detective, regia di Abby Berlin (1949) (non accreditato)
- Questo me lo sposo io (Bride for Sale), regia di William D. Russell (1949) (non accreditato)
- Il grande amante (The Great Lover), regia di Alexander Hall (1949) (non accreditato)
- La prigioniera n 27 (The Story of Molly X), regia di Crane Wilbur (1949) (non accreditato)
- Bill sei grande! (When Willie Comes Marching Home), regia di John Ford (1950) (non accreditato)
- La sua donna (Under My Skin), regia di Jean Negulesco (1950) (non accreditato)
- Square Dance Katy, regia di Jean Yarbrough (1950)
- Sterminate la gang! (Armored Car Robbery), regia di Richard Fleischer (1950) (non accreditato)
- Delitto in prima pagina (The Underworld Story), regia di Cy Endfield (1950) (non accreditato)
- Triple Trouble, regia di Jean Yarbrough (1950) (non accreditato)
- Ogni anno una ragazza (The Petty Girl), regia di Henry Levin (1950) (non accreditato)
- Il pescatore della Louisiana (The Toast of New Orleans), regia di Norman Taurog (1950) (non accreditato)
- Accidenti che ragazza! (The Fuller Brush Girl), regia di Lloyd Bacon (1950) (non accreditato)
- Blues Busters, regia di William Beaudine (1950)
- The Sun Sets at Dawn, regia di Paul Sloane (1950) (non accreditato)
- Joe Palooka in the Squared Circle, regia di Reginald Le Borg (1950)
- Il segreto del carcerato (Southside 1-1000), regia di Boris Ingster (1950)
- Call of the Klondike, regia di Frank McDonald (1950)
- Mani insanguinate (Sierra Passage), regia di Frank McDonald (1950) (non accreditato)
- Navy Bound, regia di Paul Landres (1951)
- Rodolfo Valentino (Valentino), regia di Lewis Allen (1951) (non accreditato)
- Ghost Chasers, regia di William Beaudine (1951) (non accreditato)
- I lancieri alla riscossa (Cavalry Scout), regia di Lesley Selander (1951) (non accreditato)
- According to Mrs. Hoyle, regia di Jean Yarbrough (1951)
- Never Trust a Gambler, regia di Ralph Murphy (1951) (non accreditato)
- Let's Go Navy!, regia di William Beaudine (1951) (non accreditato)
- Omertà (The People Against O'Hara), regia di John Sturges (1951) (non accreditato)
- Luci sull'asfalto (The Mob), regia di Robert Parrish (1951) (non accreditato)
- You Never Can Tell, regia di Lou Breslow (1951) (non accreditato)
- Leave It to the Marines, regia di Sam Newfield (1951)
- Sky High, regia di Sam Newfield (1951)
- Callaway Went Thataway, regia di Melvin Frank e Norman Panama (1951) (non accreditato)
- Morte di un commesso viaggiatore (Death of a Salesman), regia di László Benedek (1951) (non accreditato)
- La lampada di Aladino (Aladdin and His Lamp), regia di Lew Landers (1952) (non accreditato)
- Hold That Line, regia di William Beaudine (1952)
- La rivolta di Haiti (Lydia Bailey), regia di Jean Negulesco (1952) (non accreditato)
- Sound Off, regia di Richard Quine (1952) (non accreditato)
- La strada dell'eternità (Glory Alley), regia di Raoul Walsh (1952) (non accreditato)
- Il capitalista (Has Anybody Seen My Gal), regia di Douglas Sirk (1952) (non accreditato)
- Uomini alla ventura (What Price Glory), regia di John Ford (1952) (non accreditato)
- The Rose Bowl Story, regia di William Beaudine (1952) (non accreditato)
- Arctic Flight, regia di Lew Landers (1952)
- Perdonami se mi ami (Because of You), regia di Joseph Pevney (1952) (non accreditato)
- Immersione rapida (Torpedo Alley), regia di Lew Landers (1952) (non accreditato)
- Il tesoro dei condor (Treasure of the Golden Condor), regia di Delmer Daves (1953) (non accreditato)
- Equilibrio, episodio di Storia di tre amori (The Story of Three Loves), regia di Gottfried Reinhardt (1953) (non accreditato)
- White Lightning, regia di Edward Bernds (1953)
- Virginia dieci in amore (She's Back on Broadway), regia di Gordon Douglas (1953) (non accreditato)
- L'uomo nell'ombra (Man in the Dark), regia di Lew Landers (1953) (non accreditato)
- Corsa infernale (Roar of the Crowd), regia di William Beaudine (1953)
- Il sergente Bum! (South Sea Woman), regia di Arthur Lubin (1953) (non accreditato)
- Nebbia sulla Manica (Dangerous When Wet), regia di Charles Walters (1953)
- Squadra omicidi (Vice Squad), regia di Arnold Laven (1953) (non accreditato)
- Clipped Wings, regia di Edward Bernds (1953) (non accreditato)
- The All American, regia di Jesse Hibbs (1953) (non accreditato)
- Non cercate l'assassino (99 River Street), regia di Phil Karlson (1953) (non accreditato)
- Hot News, regia di Edward Bernds (1953)
- Fatta per amare (Easy to Love), regia di Charles Walters (1953)
- Tennessee Champ, regia di Fred M. Wilcox (1954) (non accreditato)
- La sete del potere (Executive Suite), regia di Robert Wise (1954) (non accreditato)
- The Bowery Boys Meet the Monsters, regia di Edward Bernds (1954) (non accreditato)
- Terra lontana (The Far Country), regia di Anthony Mann (1954) (non accreditato)
- Brigadoon, regia di Vincente Minnelli (1954) (non accreditato)
- Senza scampo (Rogue Cop), regia di Roy Rowland (1954) (non accreditato)
- È nata una stella (A Star Is Born), regia di George Cukor (1954) (non accreditato)
- The Bob Mathias Story, regia di Francis D. Lyon (1954)
- Sangue e metallo giallo (The Yellow Mountain), regia di Jesse Hibbs (1954) (non accreditato)
- Il figliuol prodigo (The Prodigal), regia di Richard Thorpe (1955) (non accreditato)
- I sette ribelli (Seven Angry Men), regia di Charles Marquis Warren (1955) (non accreditato)
- Oltre il destino (Interrupted Melody), regia di Curtis Bernhardt (1955) (non accreditato)
- Criminali contro il mondo (Mad at the World), regia di Harry Essex (1955)
- La morte corre sul fiume (The Night of the Hunter), regia di Charles Laughton (1955) (non accreditato)
- È sempre bel tempo (It's Always Fair Weather), regia di Stanley Donen e Gene Kelly (1955) (non accreditato)
- Squadra criminale: caso 24 (No Man's Woman), regia di Franklin Adreon (1955)
- Gioventù bruciata (Rebel Without a Cause), regia di Nicholas Ray (1955) (non accreditato)
- La baia dell'inferno (Hell on Frisco Bay), regia di Frank Tuttle (1955) (non accreditato)
- La città corrotta (Inside Detroit), regia di Fred F. Sears (1956)
- L'assassino è perduto (The Killer Is Loose), regia di Budd Boetticher (1956)
- Delitto nella strada (Crime in the Streets), regia di Don Siegel (1956) (non accreditato)
- Brama di vivere (Lust for Life), regia di Vincente Minnelli (1956) (non accreditato)
- Tè e simpatia (Tea and Sympathy), regia di Vincente Minnelli (1956) (non accreditato)
- Ostaggi dei banditi (Stagecoach to Fury), regia di William F. Claxton (1956) (non accreditato)
- Il ladro (The Wrong Man), regia di Alfred Hitchcock (1956) (non accreditato)
- Sindacato del porto (Rumble on the Docks), regia di Fred F. Sears (1956) (non accreditato)
- Teenage Thunder, regia di Paul Helmick (1957)
- Una pistola tranquilla (The Quiet Gun), regia di William F. Claxton (1957) (non accreditato)
- Chain of Evidence, regia di Paul Landres (1957) (non accreditato)
- Le avventure di mister Cory (Mister Cory), regia di Blake Edwards (1957) (non accreditato)
- Orizzonti lontani (The Big Land), regia di Gordon Douglas (1957) (non accreditato)
- L'ombra alla finestra (The Shadow on the Window), regia di William Asher (1957) (non accreditato)
- La bella di Mosca (Silk Stockings), regia di Rouben Mamoulian (1957) (non accreditato)
- L'adolescente bambola (Teenage Doll), regia di Roger Corman (1957)
- Il Jolly è impazzito (The Joker Is Wild), regia di Charles Vidor (1957) (non accreditato)
- Quando l'amore è romanzo (The Helen Morgan Story), regia di Michael Curtiz (1957) (non accreditato)
- Looking for Danger, regia di Austen Jewell (1957)
- Young and Dangerous, regia di William F. Claxton (1957) (non accreditato)
- Alla larga dal mare (Don't Go Near the Water), regia di Charles Walters (1957) (non accreditato)
- Furia d'amare (Too Much, Too Soon), regia di Art Napoleon (1958) (non accreditato)
- La donna che visse due volte (Vertigo), regia di Alfred Hitchcock (1958) (non accreditato)
- Il sentiero della violenza (Gunman's Walk), regia di Phil Karlson (1958) (non accreditato)
- Il nudo e il morto (The Naked and the Dead), regia di Norman Mailer (1958) (non accreditato)
- Al Capone, regia di Richard Wilson (1959) (non accreditato)
- La trappola del coniglio (The Rabbit Trap), regia di Philip Leacock (1959) (non accreditato)
- Cominciò con un bacio (It Started with a Kiss), regia di George Marshall (1959) (non accreditato)
- I giganti del mare (The Wreck of the Mary Deare), regia di Michael Anderson (1959) (non accreditato)
- Il sindacato del vizio (Vice Raid), regia di Edward L. Cahn (1960)
- Colpo grosso (Ocean's Eleven), regia di Lewis Milestone (1960) (non accreditato)
- Squad Car, regia di Ed Leftwich (1960)
- Cimarron, regia di Anthony Mann (1960) (non accreditato)
- Il padrone di New York (King of the Roaring 20's: The Story of Arnold Rothstein), regia di Joseph M. Newman (1961) (non accreditato)
- Saintly Sinners, regia di Jean Yarbrough (1962)
- E il vento disperse la nebbia (All Fall Down), regia di John Frankenheimer (1962) (scene tagliate)
- La conquista del West (How the West Was Won), regia di John Ford, Henry Hathaway, George Marshall e Richard Thorpe (1962) (non accreditato)
- Lo sport preferito dall'uomo (Man's Favorite Sport?), regia di Howard Hawks (1964) (non accreditato)
- Pistola veloce (The Quick Gun), regia di Sidney Salkow (1964)
- Donne v'insegno come si seduce un uomo (Sex and the Single Girl), regia di Richard Quine (1964) (non accreditato)
- La grande corsa (The Great Race), regia di Blake Edwards (1965) (non accreditato)
- Una ragazza da sedurre (A Very Special Favor), regia di Michael Gordon (1965) (non accreditato)
- Il terzo giorno (The Third Day), regia di Jack Smight (1965) (non accreditato)
- The Reluctant Astronaut, regia di Edward Montagne (1967) (non accreditato)
- Facce per l'inferno (P.J.), regia di John Guillermin (1968) (non accreditato)
- The Shakiest Gun in the West, regia di Alan Rafkin (1968) (non accreditato)
- Butch Cassidy (Butch Cassidy and the Sundance Kid), regia di George Roy Hill (1969)
- Lo spettro di Edgar Allan Poe (The Spectre of Edgar Allan Poe), regia di Mohy Quandour (1974)
- Funny Lady, regia di Herbert Ross (1975)
- In amore si cambia (A Change of Seasons), regia di Richard Lang (1980)
- Modern Romance, regia di Albert Brooks (1981) (non accreditato)
- Dragster: vivere a 300 all'ora (Heart Like a Wheel), regia di Jonathan Kaplan (1983)

### Televisione
- The Life of Riley – serie TV, episodio 1x13 (1949)
- Stars Over Hollywood – serie TV, 2 episodi (1951)
- Gruen Guild Playhouse – serie TV, episodi 1x02-1x07 (1951)
- Le inchieste di Boston Blackie (Boston Blackie) – serie TV, episodi 1x12-1x15 (1951)
- Wild Bill Hickok (Adventures of Wild Bill Hickok) – serie TV, episodio 3x11 (1952)
- I segreti della metropoli (Big Town) – serie TV, episodio 3x31 (1953)
- Adventures of Superman – serie TV, episodi 1x06-2x11 (1952-1953)
- Dragnet – serie TV, episodi 2x15-2x18-2x27 (1953)
- Il cavaliere solitario (The Lone Ranger) – serie TV, episodio 3x52 (1953)
- Letter to Loretta – serie TV, episodio 1x02 (1953)
- I Led 3 Lives – serie TV, episodio 1x25 (1954)
- Mr. & Mrs. North – serie TV, episodio 2x02 (1954)
- Gianni e Pinotto (The Abbott and Costello Show) – serie TV, episodi 2x11-2x19 (1954)
- Topper – serie TV, episodi 1x17-1x29 (1954)
- The Public Defender – serie TV, episodio 1x12 (1954)
- The Ford Television Theatre – serie TV, episodio 2x37 (1954)
- The Life of Riley – serie TV, episodio 3x04 (1954)
- The Lone Wolf – serie TV, episodio 1x03 (1954)
- Waterfront – serie TV, 4 episodi (1954-1955)
- The Adventures of Falcon – serie TV, episodi 1x08-1x17-1x30 (1954-1955)
- Lux Video Theatre – serie TV, episodi 5x15-5x46-6x13 (1954-1955)
- Gang Busters – serie TV, un episodio (1955)
- The Man Behind the Badge – serie TV, episodio 2x04 (1955)
- Cavalcade of America – serie TV, episodi 3x16-3x18 (1955)
- Treasury Men in Action – serie TV, episodio 5x24 (1955)
- Medic – serie TV, episodio 1x24 (1955)
- The Whistler – serie TV, episodio 1x32 (1955)
- You Are There – serie TV, episodio 3x36 (1955)
- Soldiers of Fortune – serie TV, episodio 1x27 (1955)
- La pattuglia della strada (Highway Patrol) – serie TV, episodio 1x01 (1955)
- Alfred Hitchcock presenta (Alfred Hitchcock Presents) – serie TV, episodio 1x06 (1955)
- Damon Runyon Theater – serie TV, episodio 2x12 (1956)
- Crossroads – serie TV, episodio 1x21 (1956)
- Four Star Playhouse – serie TV, episodi 2x21-4x16-4x40 (1954-1956)
- Crusader – serie TV, episodio 1x13 (1956)
- Ford Star Jubilee – serie TV, episodio 1x06 (1956)
- Screen Directors Playhouse – serie TV, episodio 1x18 (1956)
- The Adventures of Jim Bowie – serie TV, episodio 1x06 (1956)
- Navy Log – serie TV, episodi 1x36-2x03 (1956)
- Conflict – serie TV, episodio 1x08 (1956)
- The Millionaire – serie TV, episodi 1x08-3x09 (1955-1956)
- Blondie – serie TV, episodio 1x14 (1957)
- General Electric Theater – serie TV, episodio 5x31 (1957)
- Sheriff of Cochise – serie TV, episodio 1x35 (1957)
- The Web – serie TV, episodio 1x13 (1957)
- Code 3 – serie TV, episodi 1x08-1x27-1x32 (1957)
- Meet McGraw – serie TV, episodio 1x23 (1957)
- Il tenente Ballinger (M Squad) – serie TV, episodio 1x14 (1957)
- The Californians – serie TV, episodi 1x08-1x14 (1957)
- Schlitz Playhouse of Stars – serie TV, 4 episodi (1954-1957)
- Jane Wyman Presents The Fireside Theatre – serie TV, 6 episodi (1955-1957)
- Studio 57 – serie TV, 6 episodi (1954-1957)
- Le leggendarie imprese di Wyatt Earp (The Life and Legend of Wyatt Earp) – serie TV, episodi 1x05-3x07 (1955-1957)
- Telephone Time – serie TV, episodi 1x05-2x31-3x02 (1956-1957)
- Furia (Fury) – serie TV, episodi 2x14-3x16 (1957-1958)
- Avventure in elicottero (Whirlybirds) – serie TV, episodio 2x29 (1958)
- The Veil – miniserie TV (1958)
- Studio One – serie TV, episodi 10x31-10x37 (1958)
- Playhouse 90 – serie TV, episodi 2x04-2x18-3x01 (1957-1958)
- Frontier Doctor – serie TV, episodio 1x02 (1958)
- Westinghouse Desilu Playhouse – serie TV, episodi 1x06-1x10 (1958-1959)
- Richard Diamond (Richard Diamond, Private Detective) – serie TV, episodi 2x14-3x12 (1958-1959)
- The Gale Storm Show: Oh, Susanna! – serie TV, episodi 1x03-3x26 (1956-1959)
- December Bride – serie TV, episodio 5x18 (1959)
- Yancy Derringer – serie TV, episodio 1x31 (1959)
- Fibber McGee and Molly – serie TV, episodio 1x03 (1959)
- Disneyland – serie TV, episodi 6x01-6x02 (1959)
- The Dennis O'Keefe Show – serie TV, episodio 1x11 (1959)
- Man with a Camera – serie TV, episodi 1x11-2x12 (1958-1960)
- Goodyear Theatre – serie TV, episodio 1x11 (1960)
- Alcoa Theatre – serie TV, episodio 3x09 (1960)
- Il carissimo Billy (Leave It to Beaver) – serie TV, episodio 3x26 (1960)
- Markham – serie TV, episodio 1x40 (1960)
- I detectives (The Detectives) – serie TV, episodio 1x28 (1960)
- Maverick – serie TV, episodio 4x06 (1960)
- The Tall Man – serie TV, episodio 1x14 (1960)
- La famiglia Potter (The Tom Ewell Show) – serie TV, episodio 1x11 (1960)
- Tales of Wells Fargo – serie TV, episodi 1x04-6x04 (1957-1961)
- The Brothers Brannagan – serie TV, episodi 1x04-1x13-1x14 (1960-1961)
- Surfside 6 – serie TV, episodi 1x11-2x09 (1960-1961)
- Death Valley Days – serie TV, episodio 9x21 (1961)
- The Barbara Stanwyck Show – serie TV, episodio 1x35 (1961)
- 87ª squadra (87th Precinct) – serie TV, episodio 1x01 (1961)
- Lotta senza quartiere (Cain's Hundred) – serie TV, episodio 1x05 (1961)
- Il magnifico King (National Velvet) – serie TV, episodio 2x06 (1961)
- The Dick Van Dyke Show – serie TV, episodio 1x11 (1961)
- Ben Casey – serie TV, episodio 1x12 (1961)
- The Andy Griffith Show – serie TV, episodio 2x12 (1961)
- The Many Loves of Dobie Gillis – serie TV, episodi 2x31-3x25 (1961-1962)
- Corruptors (Target: The Corruptors) – serie TV, episodio 1x23 (1962)
- Gli intoccabili (The Untouchables) – serie TV, 4 episodi (1960-1962)
- Indirizzo permanente (77 Sunset Strip) – serie TV, episodi 2x33-5x09 (1960-1962)
- Bonanza – serie TV, episodio 4x21 (1963)
- Assistente sociale (East Side/West Side) – serie TV, episodio 1x02 (1963)
- Ai confini della realtà (The Twilight Zone) – serie TV, episodi 1x11-4x04 (1959-1963)
- Perry Mason – serie TV, episodi 1x05-2x03-7x16 (1957-1964)
- Un equipaggio tutto matto (McHale's Navy) – serie TV, episodi 2x02-2x25 (1963-1964)
- Il dottor Kildare (Dr. Kildare) – serie TV, episodi 1x12-4x02 (1961-1964)
- The Bill Dana Show – serie TV, episodio 2x04 (1964)
- Broadside – serie TV, episodio 1x09 (1964)
- I mostri (The Munsters) – serie TV, episodio 1x11 (1964)
- Gli uomini della prateria (Rawhide) – serie TV, episodio 7x19 (1965)
- Vita da strega (Bewitched) – serie TV, episodio 1x26 (1965)
- Mamma a quattro ruote (My Mother the Car) – serie TV, episodio 1x03 (1965)
- The Beverly Hillbillies – serie TV, episodio 4x04 (1965)
- Il fuggiasco (The Fugitive) – serie TV, episodio 3x12 (1965)
- The Long, Hot Summer – serie TV, 12 episodi (1965-1966)
- The Donna Reed Show – serie TV, episodio 8x25 (1966)
- Laredo – serie TV, episodio 2x14 (1966)
- Batman – serie TV, episodio 2x35 (1967)
- Mr. Terrific – serie TV, episodio 1x05 (1967)
- Rango – serie TV, episodio 1x08 (1967)
- Iron Horse – serie TV, episodio 1x30 (1967)
- Gli invasori (The Invaders) – serie TV, episodio 1x17 (1967)
- Ai confini dell'Arizona (The High Chaparral) – serie TV, episodio 1x15 (1967)
- Gomer Pyle: USMC – serie TV, 4 episodi (1966-1969)
- Gunsmoke – serie TV, episodio 14x25 (1969)
- Quella strana ragazza (That Girl) – serie TV, episodi 1x06-2x15-4x01 (1966-1969)
- I nuovi medici (The Bold Ones: The New Doctors) – serie TV, episodio 1x04 (1969)
- Dan August – serie TV, episodio 1x08 (1970)
- La tata e il professore (Nanny and the Professor) – serie TV, episodio 2x09 (1970)
- Mod Squad, i ragazzi di Greer (The Mod Squad) – serie TV, episodio 3x13 (1970)
- The Bold Ones: The Senator – serie TV, episodio 1x06 (1971)
- Ironside – serie TV, episodi 1x23-4x15-5x03 (1968-1971)
- Missione Impossibile (Mission: Impossible) – serie TV, episodio 6x02 (1971)
- F.B.I. (The F.B.I.) – serie TV, 6 episodi (1966-1972)
- Sesto senso (The Sixth Sense) – serie TV, episodio 1x01 (1972)
- A tutte le auto della polizia (The Rookies) – serie TV, episodio 1x13 (1972)
- Kung Fu – serie TV, episodio 1x03 (1973)
- Roll Out – serie TV, episodio 1x04 (1973)
- The Family Kovack – film TV (1974)
- Squadra emergenza (Emergency!) – serie TV, episodi 3x16-4x05 (1974)
- S.W.A.T. – serie TV, episodio 2x05 (1975)
- Le strade di San Francisco (The Streets of San Francisco) – serie TV, episodi 3x12-4x12 (1974-1975)
- Cannon – serie TV, 4 episodi (1972-1975)
- Harry O – serie TV, episodio 2x13 (1975)
- Conspiracy of Terror – film TV (1975)
- The Bob Newhart Show – serie TV, episodio 4x21 (1976)
- In casa Lawrence (Family) – serie TV, episodio 1x04 (1976)
- Dawn: Portrait of a Teenage Runaway – film TV (1976)
- The City – film TV (1977)
- Barnaby Jones – serie TV, 4 episodi (1973-1977)
- In the Glitter Palace – film TV (1977)
- Baretta – serie TV, episodio 3x19 (1977)
- La casa nella prateria (Little House on the Prairie) – serie TV, episodi 2x16-4x10 (1976-1977)
- Starsky & Hutch (Starsky and Hutch) – serie TV, episodio 3x20 (1978)
- Lou Grant – serie TV, episodio 3x15 (1980)
- Cuore e batticuore (Hart to Hart) – serie TV, episodio 1x19 (1980)
- The Hustler of Muscle Beach – film TV (1980)
- Vega$ – serie TV, episodio 3x06 (1980)
- Trapper John (Trapper John, M.D.) – serie TV, episodi 1x06-3x09 (1979-1981)